# تپه ولیان ۴
تپه ولیان ۴ مربوط به عصر مفرغ - عصر آهن - سده‌های اولیه و میانی دوران‌های تاریخی پس از اسلام است و در شهرستان بروجرد، بخش مرکزی، دهستان شیروان، ۲۰۰ متری غرب روستای ولیان واقع شده و این اثر در تاریخ ۲۸ اسفند ۱۳۸۵ با شمارهٔ ثبت ۱۸۳۵۱ به‌عنوان یکی از آثار ملی ایران به ثبت رسیده است.